# Cezar Bădiță
Cezar Alexandru Bădiță (Bucarest, 12 aprile 1979) è un ex nuotatore rumeno.
Ha fatto parte della Romania che ha partecipato ai Giochi di Sydney 2000, gareggiando nella Staffetta 4 × 100 metri sl nei 200 metri individuali misti e 400 metri individuale misti.
È il figlio del pallanuotista olimpico Alexandru Bădiță ed era fratello del nuotatore olimpico Horațiu Bădiță.